# Pallanuoto alle Universiadi
La pallanuoto fa parte del programma delle Universiadi fin dalla prima edizione, nel 1959. Il torneo non è stato disputato nel 1975 e del 1989 e in base alle regole FISU del 2008 è uno degli sport obbligatori nell'organizzazione della rassegna. Il torneo femminile è entrato a far parte del programma solo dalla XXV Universiade, nel 2009.

## Torneo maschile
| Edizione | Sede                         | Oro                 | Argento             | Bronzo             |
| -------- | ---------------------------- | ------------------- | ------------------- | ------------------ |
| 1959     | Torino ( Italia)             | Jugoslavia          | Ungheria            | Italia             |
| 1961     | Sofia ( Bulgaria)            | Jugoslavia          | Unione Sovietica    | Ungheria           |
| 1963     | Porto Alegre ( Brasile)      | Ungheria            | Unione Sovietica    | Brasile            |
| 1965     | Budapest ( Ungheria)         | Ungheria            | Unione Sovietica    | Romania            |
| 1967     | Tokyo ( Giappone)            | Giappone            | Stati Uniti         | Italia             |
| 1970     | Torino ( Italia)             | Unione Sovietica    | Italia              | Ungheria           |
| 1973     | Mosca ( Unione Sovietica)    | Unione Sovietica    | Cuba                | Stati Uniti        |
| 1977     | Sofia ( Bulgaria)            | Romania             | Ungheria            | Italia             |
| 1979     | Città del Messico ( Messico) | Stati Uniti         | Unione Sovietica    | Jugoslavia         |
| 1981     | Bucarest ( Romania)          | Cuba                | Stati Uniti         | Romania            |
| 1983     | Edmonton ( Canada)           | Unione Sovietica    | Stati Uniti         | Cuba               |
| 1985     | Kōbe ( Giappone)             | Unione Sovietica    | Jugoslavia          | Cuba               |
| 1987     | Zagabria ( Jugoslavia)       | Italia              | Cuba                | Jugoslavia         |
| 1991     | Sheffield ( Regno Unito)     | Stati Uniti         | Cina                | Italia             |
| 1993     | Buffalo ( Stati Uniti)       | Stati Uniti         | Ungheria            | Italia             |
| 1995     | Fukuoka ( Giappone)          | Jugoslavia          | Ungheria            | Australia          |
| 1997     | Palermo ( Italia)            | Italia              | Ungheria            | Australia          |
| 1999     | Palma di Maiorca ( Spagna)   | Spagna              | Italia              | Ungheria           |
| 2001     | Pechino ( Cina)              | Italia              | Russia              | Ungheria           |
| 2003     | Taegu ( Corea del Sud)       | Ungheria            | Serbia e Montenegro | Australia          |
| 2005     | Smirne ( Turchia)            | Serbia e Montenegro | Ungheria            | Turchia            |
| 2007     | Bangkok ( Thailandia)        | Montenegro          | Italia              | Ungheria           |
| 2009     | Belgrado ( Serbia)           | Australia           | Croazia             | Serbia             |
| 2011     | Shenzen ( Cina)              | Serbia              | Russia              | Macedonia del Nord |
| 2013     | Kazan' ( Russia)             | Ungheria            | Russia              | Serbia             |
| 2015     | Gwangju ( Cina)              | Ungheria            | Italia              | Stati Uniti        |
| 2017     | Taipei ( Taiwan)             | Serbia              | Russia              | Italia             |
| 2019     | Napoli ( Italia)             | Italia              | Stati Uniti         | Ungheria           |
| 2023     | Chengdu ( Cina)              | Italia              | Ungheria            | Georgia            |
| 2025     | Reno-Ruhr ( Germania)        | Italia              | Stati Uniti         | Germania           |

## Torneo femminile
| Edizione | Sede                  | Oro         | Argento     | Bronzo    |
| -------- | --------------------- | ----------- | ----------- | --------- |
| 2009     | Belgrado ( Serbia)    | Cina        | Ungheria    | Russia    |
| 2011     | Shenzhen ( Cina)      | Cina        | Stati Uniti | Russia    |
| 2013     | Kazan' ( Russia)      | Russia      | Ungheria    | Italia    |
| 2015     | Gwangju ( Cina)       | Australia   | Canada      | Russia    |
| 2017     | Taipei ( Taiwan)      | Stati Uniti | Ungheria    | Giappone  |
| 2019     | Napoli ( Italia)      | Ungheria    | Italia      | Russia    |
| 2023     | Chengdu ( Cina)       | Cina        | Italia      | Australia |
| 2025     | Reno-Ruhr ( Germania) | Germania    | Stati Uniti | Italia    |

## Medagliere complessivo
| Posizione | Paese               | Oro | Argento | Bronzo | Totale |
| --------- | ------------------- | --- | ------- | ------ | ------ |
| 1         | Ungheria            | 6   | 10      | 6      | 22     |
| 2         | Italia              | 6   | 6       | 7      | 19     |
| 3         | Stati Uniti         | 4   | 7       | 1      | 12     |
| 4         | Unione Sovietica    | 4   | 4       | 0      | 8      |
| 5         | Jugoslavia          | 3   | 1       | 2      | 6      |
| 6         | Cina                | 3   | 1       | 0      | 4      |
| 7         | Australia           | 2   | 0       | 4      | 6      |
| 8         | Serbia              | 2   | 0       | 2      | 4      |
| 9         | Russia              | 1   | 4       | 4      | 8      |
| 10        | Cuba                | 1   | 2       | 2      | 5      |
| 11        | Serbia e Montenegro | 1   | 1       | 0      | 2      |
| 12        | Romania             | 1   | 0       | 2      | 3      |
| 13        | Giappone            | 1   | 0       | 1      | 2      |
| 13        | Germania            | 1   | 0       | 1      | 2      |
| 15        | Montenegro          | 1   | 0       | 0      | 1      |
| 15        | Spagna              | 1   | 0       | 0      | 1      |
| 17        | Croazia             | 0   | 1       | 0      | 1      |
| 18        | Brasile             | 0   | 0       | 1      | 1      |
| 18        | Macedonia del Nord  | 0   | 0       | 1      | 1      |
| 18        | Turchia             | 0   | 0       | 1      | 1      |
| 18        | Georgia             | 0   | 0       | 1      | 1      |